# Frateschi
Indústrias Reunidas Frateschi est un fabricant brésilien de trains miniatures à l'échelle H0. Il est le seul fabricant de trains miniatures en Amérique du Sud.

## Histoire

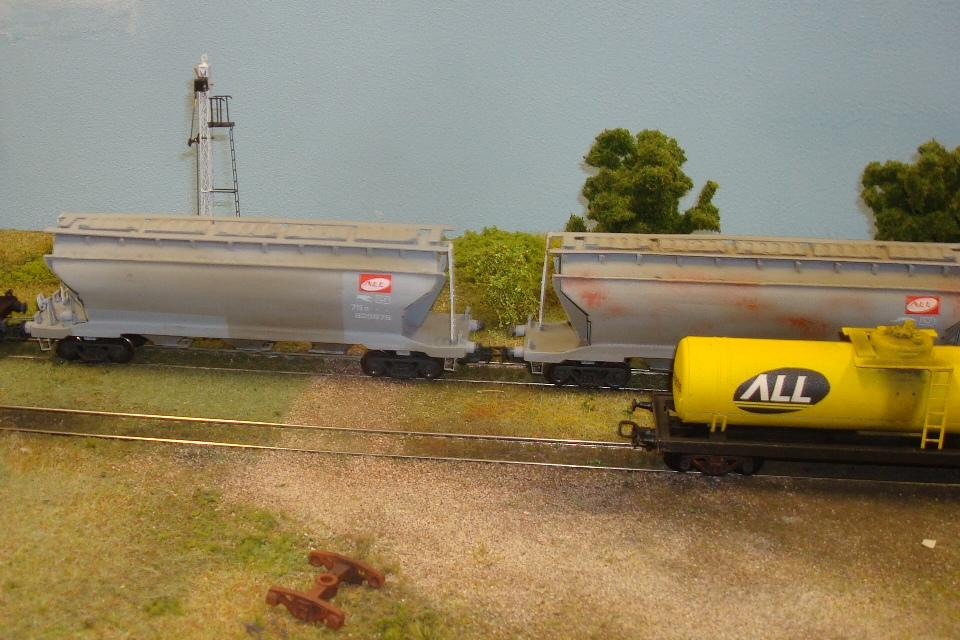
Wagons de marchandises produits par Frateschi.

En 1958, la fabrique de jouets Frateschi, de Galileu Frateschi a été fondée. Elle produisait des peluches, des meubles en bois et des trains en métal. Ensuite les premiers produits de modélisme ferroviaire tels que des postes de téléphone et des pylônes électriques ont été produits. En 1967, la fabrique de jouets a été renommée comme Indústrias Reunidas Frateschi Ltda afin de se concentrer pleinement sur les trains miniatures.
En 1973, le premier catalogue a été lancé, en 1988, le dernier magazine Frateschi Informativo avec le numéro 44 a été publié qui ensuite fut remplacé par le magazine Revista Brasileira de Ferreomodelismo. En 1993 a commencé la collaboration avec Atlas Model Railroad et les exportations vers les États-Unis.